# أوله فانجر
أوله فانجر أو بوفل أوله فانجر (16 يوليو 1934 - 20 سبتمبر 2006) (بالدانمركية: Povl Ole Fanger) كان خبيرًا دانمركيًا في مجال الآثار الصحية للبيئات المغلقة. كان أستاذًا في جامعة سيراكيوز (Syracuse University).
كان أيضا أحد كبار الأساتذة في المركز الدولي للبيئة الداخلية والطاقة في الجامعة التقنية في الدانمارك. عمله دل على أن رداءة نوعية الهواء في المنازل يمكن أن يُسبب الربو في الأطفال، وأن رداءة نوعية الهواء في أماكن العمل يُسبب نقصان في الإنتاجية. مساهمته في البحث عن الراحة الحرارية لا تزال معترف فيها على نطاق عالمي في تكنولوجية وفعالية التبريد والتكييف وفي الأسس لوضع المعايير الدولية.